# 1952 en sport automobile
Chronologie du Sport automobile
1951 en sport automobile - 1952 en sport automobile - 1953 en sport automobile

## Les faits marquants de l'année1952enSport automobile
- Le Britannique Sydney Allard remporte le Rallye automobile Monte-Carlo sur une Allard.

- L'Italien Alberto Ascari remporte le Championnat du monde de Formule 1 au volant d'une Ferrari.
- Tim Flock remporte le championnat de la série NASCAR avec un montant total de 20 210 $ (USD).

## Par mois

### Mai
- 4 mai : Mille Miglia
- 18 mai : Grand Prix automobile de Suisse.
- 30 mai : 500 miles d'Indianapolis.

### Juin
- 2 juin : Grand Prix de Monaco (Sport)
- 14 juin : départ de la vingtième édition des 24 Heures du Mans.
- 15 juin : victoire de Hermann Lang et Fritz Riess sur une Mercedes aux 24 Heures du Mans.
- 22 juin (Formule 1) : Grand Prix automobile de Belgique.

### Juillet
- 6 juillet (Formule 1) : victoire de l'italien Alberto Ascari sur une Ferrari au Grand Prix automobile de France.
- 12 et 13 juillet  : Circuit de Porrentruy
- 19 juillet (Formule 1) : Grand Prix automobile de Grande-Bretagne.

### Août
- 3 août (Formule 1) : Grand Prix automobile d'Allemagne.
- 17 août (Formule 1) : Grand Prix automobile des Pays-Bas.

### Septembre
- 7 septembre (Formule 1) : Grand Prix automobile d'Italie 1952.

### Novembre
- 23 novembre : Carrera Panamericana

## Naissances
- 1er janvier : François Chatriot, pilote de Rallye automobile français.
- 16 janvier : Piercarlo Ghinzani, pilote automobile italien de Formule 1.
- 4 février : Dominique Lacaud, pilote automobile français.
- 7 février : Francis Dosières, pilote de courses de côte français.
- 20 mars : Geoff Brabham, pilote automobile australien.
- 26 mars : Didier Pironi, pilote automobile français. († 23 août 1987).
- 27 avril : Ari Vatanen, pilote automobile finlandais de rallye et de rallye-raid.
- 7 juin : Hubert Auriol, pilote moto puis automobile (rallye) français. († 10 janvier 2021).
- 9 juin : Joaquim "Quim" Santos, pilote de rallye portugais.
- 17 août : Nelson Piquet, pilote automobile brésilien.
- 10 septembre : Bruno Giacomelli, pilote automobile italien.
- 12 septembre : Jean-Louis Schlesser, pilote automobile (rallye) français.
- 30 septembre : Hubert Deferm, pilote  de rallyes belge.

## Décès
- 20 juin : Luigi Fagioli, mort d'un accident pendant un Grand Prix sur Lancia à Monaco.
- 6 août : George Edward Duller, pilote automobile anglais, l'un des Bentley Boys. (° 26 janvier 1891).